# GammaChrome S18
GammaChrome S18是S3 Graphics第一款PCI-E顯示卡，採用0.13微米製程。它有強勁2D和影片处理能力，而3D处理能力已接近當時的中階顯示卡。电視輸出方面，支持Pure HDTV技術，成為S3顯示卡的一个特色。

## 規格
- 核心频率：400MHz
- 显存频率：800MHz
- 显存頻宽：128bit
- 有4个顶点处理单元。支援版本是Vertex 2.0。
- 有4个像素着色处理单元。支援版本是Pixel Shader 2.0。
- 顏色精度是FP24（与ATi Radeon X Series相同）。
- 支援PCT（Percentage Closer Filtering），用來繪出半影（介乎于黑色阴影和亮光之间的昏暗阴影）贴图，令阴影过渡的更柔和。
- DST（Depth Stencil Texture），用來优化阴影渲染。

## Pure HDTV技術
直接輸出YUV格式，不用转譯为RGB格式。这样排除了转化过程导致的信号衰减问题，提高电視輸出畫質。

## Chromotion引擎
Chromotion引擎是根据微软DirectX视频加速标准制定，支持IDCT和动态补偿来帮助解码压缩字节流，用以加速DVD播放。

## ChroMAT
當显存不足时，能將系統記憶體，作為顯示記憶體，与TurboCache和HyperMemory相似

## 關連項目
- 威盛電子

## 另見
- 威盛處理器列表